# Samuel Collins
Samuel Collins (1619 – 1670) è stato un medico e saggista inglese.
È ricordato per essere stato il medico personale dello Zar Alessio I. Durante il periodo in cui rimase a servizio di quest'ultimo compose l'opera Lo stato presente della Russia.

## Biografia
Nato in una famiglia clericale dell'Essex, nel 1635 entrò nel Corpus Christi College di Cambridge senza tuttavia finirvi i corsi. Riuscì a laurearsi a Padova, dove studiò medicina, materia che lo aveva sempre affascinato. Nel 1660 fu avvicinato da John Hedben, uno degli uomini a cui il governo russo aveva dato il compito di reclutare uomini di cultura per la corte dello zar Alessio I. Collins accettò la proposta di Hedben ed in breve tempo si trasferì a Mosca dove prese la propria residenza. Rimase nella capitale russa per nove anni con il ruolo di medico personale dello Zar.
Durante il suo soggiorno Collins raccolse il materiale per scrivere Lo Stato Presente della Russia ma la sua morte prematura, avvenuta nel 1670 a Parigi, non permise il pieno compimento dell'opera. Il manoscritto, formato da una serie di lettere dirette a Robert Boyle, alcune delle quali già date alla stampa, furono trasmesse all'editore da un assistente di Collins. L'opera apparve anonima nel 1671, cui seguì una traduzione francese, sempre anonima, nel 1679.